# Mohammed Aman
Mohammed Aman (amh. አማን መሀመድ; ur. 10 stycznia 1994 w Asseli) – etiopski lekkoatleta specjalizujący się w biegu na 800 metrów.
W 2009 jako 15-latek zdobył pierwszy w karierze złoty medal mistrzostw Afryki juniorów jednak w styczniu 2012 zabrano mu medal z powodu zbyt młodego wieku w chwili zdobywania mistrzostwa. Złoto przyznano Kenijczykowi Dicksonowi Tuwei. Rok później triumfował w biegu na 1000 metrów podczas igrzysk olimpijskich młodzieży. W roku 2011 został najpierw mistrzem Afryki juniorów, a dwa miesiące później zdobył srebro mistrzostw świata juniorów młodszych ustanawiając w finale tej imprezy wynikiem 1:44,68 rekord Etiopii seniorów. Pod koniec sierpnia zajął 8. miejsce w seniorskich mistrzostwach globu, a 18 września wygrał bieg na 800 metrów na mityngu w Mediolanie – wyprzedzając o 0,07 sekundy Davida Rudishę przerwał (trwającą ponad 2 lata) serię 26 zwycięstw z rzędu Kenijczyka. Zimą 2012 został w Stambule halowym mistrzem świata. Podczas igrzysk olimpijskich w Londynie (2012) zajął szóste miejsce. Zwycięzca łącznej punktacji Diamentowej Ligi 2012 i 2013 w biegu na 800 metrów. W 2013 sięgnął po złoto mistrzostw świata w Moskwie. Na początku kolejnego sezonu ponownie został halowym mistrzem świata.
Rekordy życiowe w biegu na 800 metrów: hala – 1:44,52 (15 lutego 2014, Birmingham – do 3 lutego 2018 halowy rekord Afryki) i 10. wynik w historii światowej lekkoatletyki; stadion – 1:42,37 (6 września 2013, Bruksela - rekord Etiopii). Aman jest posiadaczem  najlepszego w historii wyniku wśród juniorów młodszych w biegu na 800 metrów – 1:43,37 (10 września 2011, Rieti), nieoficjalnym halowym rekordzistą świata juniorów w biegu na 600 metrów – 1:15,60 (3 lutego 2013, Moskwa) oraz halowym rekordzistą Afryki na tym dystansie – 1:15,31 (2 lutego 2014, Moskwa).

## Osiągnięcia
| Rok  | Impreza                                                    | Miejsce        | Konkurencja    | Pozycja    | Wynik   |
| ---- | ---------------------------------------------------------- | -------------- | -------------- | ---------- | ------- |
| 2010 | Kwalifikacje afrykańskie do igrzysk olimpijskich młodzieży | Chartum        | bieg na 1000 m | 1. miejsce | 2:20,59 |
| 2010 | Igrzyska olimpijskie młodzieży                             | Singapur       | bieg na 1000 m | 1. miejsce | 2:19,54 |
| 2011 | Mistrzostwa Afryki juniorów                                | Gaborone       | bieg na 800 m  | 1. miejsce | 1:46,62 |
| 2011 | Mistrzostwa świata juniorów młodszych                      | Lille          | bieg na 800 m  | 2. miejsce | 1:44,68 |
| 2011 | Mistrzostwa świata                                         | Daegu          | bieg na 800 m  | 8. miejsce | 1:45,93 |
| 2012 | Halowe mistrzostwa świata                                  | Stambuł        | bieg na 800 m  | 1. miejsce | 1:48,36 |
| 2012 | Igrzyska olimpijskie                                       | Londyn         | bieg na 800 m  | 6. miejsce | 1:43,20 |
| 2013 | Mistrzostwa świata                                         | Moskwa         | bieg na 800 m  | 1. miejsce | 1:43,31 |
| 2014 | Halowe mistrzostwa świata                                  | Sopot          | bieg na 800 m  | 1. miejsce | 1:46,40 |
| 2014 | Mistrzostwa Afryki                                         | Marrakesz      | bieg na 800 m  | 2. miejsce | 1:48,74 |
| 2014 | Puchar interkontynentalny                                  | Marrakesz      | bieg na 800 m  | 2. miejsce | 1:45,34 |
| 2015 | Mistrzostwa świata                                         | Pekin          | bieg na 800 m  | półfinał   | DSQ     |
| 2016 | Halowe mistrzostwa świata                                  | Portland       | bieg na 800 m  | 4. miejsce | 1:47,97 |
| 2016 | Igrzyska olimpijskie                                       | Rio de Janeiro | bieg na 800 m  | półfinał   | 1:46,14 |